# Intel Core i7
De Core i7 is een reeks Intel-processors gebaseerd op de Intel-microarchitecturen Nehalem, Sandy Bridge, Ivy Bridge, Haswell, Skylake, Kaby Lake, Coffee Lake Comet Lake en Rocket Lake. De processors kennen nieuwe instructiesets zoals SSE 4.1 en SSE 4.2. Elke processor ondersteunt X86-64 en bevat hyper-threading (uitgezonderd Coffee Lake refresh) waardoor quadcoreprocessors acht threads kunnen gebruiken. Volgens een vertegenwoordiger van Intel, duidt Core i7 op de initiële familie van processors genaamd Bloomfield.

## Nieuwe mogelijkheden
Nehalem gaat gepaard met de grootste architectuurverandering in de Intel x86-familie sinds de Pentium Pro in 1995. De Nehalem-architectuur heeft vele nieuwe opties, de grootste veranderingen zijn:
- De front-side bus (FSB) is vervangen door de QuickPath-Interconnect. Op dit moment beschikt alleen de X58-chipset over deze functionaliteit.
- Quad Channel RAM, geheugen wordt per vier slots gebruikt, in tegenstelling tot de Core 2-chipsets van Intel waar RAM per set van twee wordt gebruikt.
- In tegenstelling tot AMD-processors ondersteunen de Intel i7-cores alleen nog DDR3 en DDR4, er wordt dus geen gebruik meer gemaakt van DDR2-geheugen.
- Alles is samengebracht op één "die"; een quadcore bestaat uit één chip met vier cores, dit in tegenstelling tot de vroegere 2x2-quadcores van Intel.
- "Turbo Boost"-technologie wordt gebruikt om de core automatisch te overklokken, mocht dit binnen de normale parameters vallen.
- Hyperthreading is weer aanwezig, de vier cores ondersteunen elk twee threads. Dit betekent dat zowel software als het besturingssysteem acht cores herkent.
- Energiebeheer zorgt ervoor dat ongebruikte cores in een laag energieverbruik zullen terugvallen.

## Socket B
De LGA1366 is een nieuwe voet van Intel beter bekend als Socket B. Deze socket is ontwikkeld voor de nieuwe Core i7-reeks en heeft ongeveer 75% meer contactpunten dan zijn voorganger (775 naar 1366). De LGA1366-socket heeft een kleinere broer, LGA1156 voor het mainstream- en budget-segment. Er is al een grotere broer uitgekomen, o.a. de Intel Xeon X7560 beschikt al over socket 1567 (LGA1567).